# Le Prince Aladin
Singles de Black M
Black Shady Part. 3
(mai 2015) Dans ma rue
(octobre 2015)
Le Prince Aladin est un titre du rappeur Black M en duo avec le comédien Kev Adams faisant partie de la bande originale du film Les Nouvelles Aventures d'Aladin.

## Interprétation en direct
Black M a interprété le titre en direct avec Kev Adams sur le plateau de l'émission Vendredi tout est permis le 11 septembre 2015.

## Classement hebdomadaire
| Classement (2015)                       | Meilleure position |
| --------------------------------------- | ------------------ |
| Belgique (Flandre Ultratop R&B/Hip-Hop) | 34                 |
| Belgique (Wallonie Ultratop 50 Singles) | 5                  |
| France (SNEP)                           | 3                  |
| France (SNEP Streaming)                 | 4                  |
| Suisse (Charts Romandie)                | 7                  |